# مقاطعة شيلبي (إلينوي)
مقاطعة شيلبي (بالإنجليزية: Shelby County)‏ هي إحدى المقاطعات في ولاية إلينوي في الولايات المتحدة الأمريكية.

## معرض صور

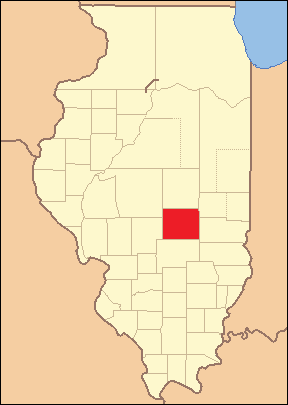
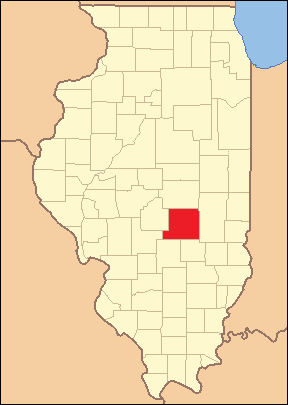
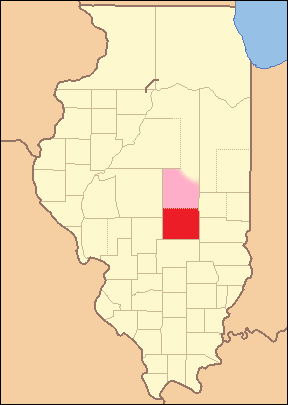
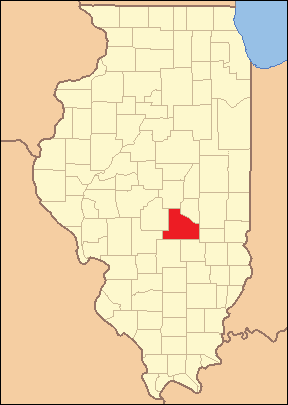